# Que Rei Sou Eu?
Que Rei Sou Eu? fue una telenovela brasileña iniciada en 13 de febrero de 1989 y 
finalizada el 16 de septiembre de 1989 después de 185 capítulos, protagonizada  por Edson Celulari, Natália Do Vale y Giulia Gam, con la actuación  antagónica de  Antônio Abujamra, Tato Gabus, Jorge Dória y la primera actriz Tereza Rachel como la malvada Reina Valentina, con la participación estelar de Totia Meireles, Vera Holtz, Daniel Filho, Marieta Severo, Cláudia Abreu y el primer actor Stênio Garcia además de la actuación especial del primer actor  Gianfrancesco Guarnieri.

## Sinopsis
En 1786, tres años antes de la Revolución francesa, un campesino llamado Jean Pierre (Edson Celulari), el hijo perdido de Petrus II (Gianfrancesco Guarnieri), el rey de Avílan, un reino con muchos problemas, injusticias sociales y corrupicion de los gobernantes.
Después de la muerte de Petrus los consejeros de Avílan coronan un mendigo llamado Pichot (Tato Gabus Mendes), pero todo esto es una trampa del brujo satanista Ravengar (Antônio Abujamra) que tiene gran poder sobre el reino. Jean-Pierre, el líder de los rebeldes, se toma que es el verdadero hijo del fallecido Petrus y quiere tomar el poder de Avílan para destruir la corrupción y restaurar la paz en el reino.
Pero existen dos mujeres que luchan por lo amor de Jean-Pierre, la rebelde Aline (Giulia Gam) y la rica Suzane Verbet (Natália do Vale), esposa del consejero Vanolli Verbal (Jorge Doría), un consejero del reino corrupto y peligroso.

## Reparto
- Edson Celulari – Jean-Piérre
- Giulia Gam – Aline
- Antônio Abujamra – Ravengar
- Tereza Rachel – Reina Valentina
- Daniel Filho – Bergeron Bouchet
- Marieta Severo – Madeleine Bouchet
- Tato Gabus – Pichot (Príncipe Lucien Erlan/Rey Petrus III)
- Cláudia Abreu – Princesa Juliette
- Natália Do Vale – Suzanne Vebert
- Jorge Dória – Vanoli Berval
- Stênio Garcia – Corcoran
- Ítala Nandi – Loulou Lion (Mercedes Morales)
- Carlos Augusto Strazzer – Crespy Aubriet
- Oswaldo Loureiro – Gaston Marny
- John Herbert – Bidet Lambert
- Laerte Morrone – Gérard Laugier
- Guilherme Leme – Roland Barral
- Aracy Balabanian – Maria Fromet / Lenore Gaillard
- Edney Giovenazzi – Françoise Gaillard
- Mila Moreira – Zmirá
- Ísis De Oliveira – Lucy Laugier
- Paulo César Grande – Bertrand
- Marcos Breda – Pimpim
- Marcelo Picchi – Michel
- Cristina Prochaska – Charlotte
- Vera Holtz – Fanny
- Fábio Sabag – Roger Vebert
- Cinira Camargo – Lili
- Carla Daniel – Cozette
- Desirée Vignolli – Denise
- Zilka Salaberry – Gabi
- Betty Gofman – Princesa Ingrid
- José Carlos Sanches – Balesteros
- Totia Meireles – Moná
- Kaká Barrete – Vadi
- Tony Nardini – Godard
- Melise Maia – Janine
- Deborah Cattalani – Camille

Participación especial
- Dercy Gonçalves - Baronesa Equinezia
- Gianfrancesco Guarnieri - Petrus II

## Producción
Fue la primera telenovela del género capa y espada desde 1969.
La telenovela fue creda para conmemorar los 200 años de la Revolución Francesa.